# Березницька Алла Геннадіївна
А́лла Генна́діївна Березни́цька — українська військовослужбовиця, сержантка медичної служби окремого загону спеціального призначення НГУ «Азов» Національної гвардії України, учасниця російсько-української війни, що відзначилася під час російського вторгнення в Україну у 2022 році.

## Життєпис
Алла Березницька була медикинею окремого загону спеціального призначення НГУ «Азов» Національної гвардії України та разом з військовиками полку прорвалась на завод «Азовсталь» під час оточення ворогом. Разом з усіма була евакуйована з «Азовсталі» 16 та 17 травня 2022 року до РФ. Потрапила додому разом з 108 українками після великого обміну полоненими 17 жовтня 2022 року.

## Нагороди
- Орден «За мужність» III ступеня (2022) — за особисту мужність і самовіддані дії, виявлені у захисті державного суверенітету та територіальної цілісності України, вірність військовій присязі, зразкове виконання службового обов'язку[3].